# Sentinel Range
Sentinel Range – północne pasmo Gór Ellswortha w południowej części Ziemi Ellswortha w Antarktydzie Zachodniej.

## Nazwa
Odkrywca Gór Ellswortha – Lincoln Ellsworth (1880–1951) nadał im nazwę Sentinel Range. Po odkryciu, że góry obejmują dwa odrębne pasma, nadano im nazwę Ellsworth Mountains, a nazwa Sentinel Range zaczęła być stosowana dla ich północnego pasma . 

## Geografia
Duże pasmo górskie położone na północ od lodowca Minnesota Glacier – północna część Gór Ellswortha w południowej części Ziemi Ellswortha w Antarktydzie Zachodniej . Pasmo o długości ok. 185 km i szerokości ok. 24–48 km biegnie z północnego zachodu na południowy wschód . Wiele szczytów wznosi się na wysokość ponad 4000 m n.p.m., a Masyw Vinsona (4892 m n.p.m.) jest najwyższym wzniesieniem Antarktydy . 
Pasmo obejmuje m.in. (alfabetycznie):
- Bangey Heights w części północno-środkowej, z najwyższym szczytem Bezden Peak (2900 m n.p.m.)[4]
- Bastien Range[5]
- Doyran Heights u wschodnich podnóży Masywu Vinsona, z najwyższym szczytem Mount Tuck (3500 m n.p.m.)[6]
- Flowers Hills na wschodzie, ze szczytami osiągającymi 1390 m n.p.m.[7]
- Gromshin Heights na północnym wschodzie, z najwyższym szczytem Mount Mogensen (2790 m n.p.m.)[8]
- Maglenik Heights w części północno-środkowej, z najwyższym szczytem Mount Gozur (2980 m n.p.m.)[9]
- Owen Ridge na południowo-zachodnim krańcu, z najwyższym szczytem Mount Strybing (3200 m n.p.m.)[10]
- Petvar Heights na południowym wschodzie, z najwyższym szczytem Mount Mullen (2400 m n.p.m.)[11]
- Sostra Heights na wschodzie w części północnej, z najwyższym szczytem Mount Malone (2460 m n.p.m.)[12]
- Sullivan Heights na północny wschód od Mount Tyree, z najwyższym szczytem Mount Levack (2760 m n.p.m.)[13]
- Veregava Ridge u północno-wschodnich podnóży Masywu Vinsona, z najwyższym szczytem Mount Waldron (3100 m n.p.m.)[14]

## Historia
Góry zostały odkryte 23 listopada 1935 roku przez amerykańskiego lotnika Lincolna Ellswortha (1880–1951) podczas transantarktycznego lotu z Dundee Island na Lodowiec Szelfowy Rossa . Drogą lądową po raz pierwszy dotarła tu amerykańska ekspedycja pod kierownictwem amerykańskiego glacjologa Charlesa R. Bentleya (1929–2017) w ramach badań prowadzanych podczas Międzynarodowego Roku Geofizycznego . Obszar został zmapowany przez United States Geological Survey na podstawie zdjęć lotniczych marynarki wojennej USA wykonanych w latach 1958–1966 .